# Robin des Bois: Malice à Sherwood
 (juin 2020).
Si vous disposez d'ouvrages ou d'articles de référence ou si vous connaissez des sites web de qualité traitant du thème abordé ici, merci de compléter l'article en donnant les références utiles à sa vérifiabilité et en les liant à la section « Notes et références ».
Robin des Bois: Malice à Sherwood est une série d'animation multinationale réalisée en France par Sandra Derval, Stéphane Mit et Olivier Derynck, et diffusée à partir du 23 mars 2015 sur TF1 dans l'émission TFOU puis sur Disney Channel.
La série est une adaptation libre du personnage Robin des Bois, âgé de 10 ans, et de sa bande dans la Forêt de Sherwood dans le comté de Nottinghamshire.

## Synopsis

### Saison 1
Robin arrive en ville avec sa cousine Scarlett et sa tante Mathilde pour fuir la guerre qui se situe plus au sud du pays, le père de Robin est le baron de Locksley et est très bon ami avec le Roi Richard Cœur de Lion qui lui est parti en guerre pour défendre son pays, c'est alors son petit frère, le prince Jean qui règne en l'absence de son frère, mais le prince Jean n'hésite pas à rajouter toujours plus d'impôts aux villageois afin de les appauvrir et d'avoir tout l'or du royaume, mais Robin arrive toujours à déjouer ses plans et à rendre l'or aux villageois.

### Saison 2
Le Roi Richard est rentré de la guerre. Le shérif a également une nouvelle fille.

### Saison 3
Cette saison marque l'arrivée des vikings qui s'installe proche du village.

## Fiche technique
- Titre original : Robin des Bois: Malice à Sherwood
- Création :
- Réalisation : Sandra Derval (saison 1) / Stéphane Mit (saison 2)
- Décors :
- Chef décorateur : Lionnel Gasperi
- Directeur du studio : Jean-Yves Patay
- Direction artistique : Pierre Alain Chartier
- Direction artistique des voix : Pauline Brunel
- Directeur d'écriture : Olivier & Hervé Pérouzze, Vincent De Mul (saison 1) / Olivier Pérouze (saison 2)
- Bible littéraire : Alexandre de La Patellière & Romain Van Liemt + Olivier & Hervé Pérouze (saison 2)
- Bible Graphique : Fabien Mense
- Montage : Etienne Jeantet, Fanny Bensussan, Laurent Blot, Patrick Phelpin
- Scénario :
- Musique
  - Chanson originale du générique : Fabien Nataf
  - Musique originale : Fabien Nataf & Alain Mouysset

- Production : Aton Soumache & Tapaas Chakravarti
- Directrice de production : Fabienne Oheix & Melina maso' Sarrat
- Chargées de production : Anne Sergent & Clélia Santi
  - Production exécutive : Olivier Pérouze, Cédric Pilot, Shona Nivedita Chakravarti, Manoj Mishra, Rouhini Jaswal, Nicole Keeb, Arne Lohmann
  - Production associé : Ashish Kumar Saxena
- Sociétés de production : Method Animation & DC Entertainment
- Sociétés de coproduction : De Agostini, ZDF, ZDF Entreprise, ZDF TIVI,
- Sociétés participante : TF1, The Walt Disney Company France
- Sociétés de distribution :
- Pays d'origine :  France
- Langue originale : Français
- Genre : aventure, animation, enfant, famille
- Durée : 12 minutes
- Format : 104 x 13’
- Budget :

## Fiche technique détaillée
- Décors / Dessins
  - Dessinateurs Décors et Accessoires : Lionnel Gasperi, Ken Lebras, Alain Marmet, Bernard Ling, Aurélia Féler, Nicolas Albrecht, Elise Gancel, Jérémie Bouet, Aymeric Seydoux, Jérémie Macedo
  - Dessinateurs personnages : Fabien Mense, Odile Comon, Aurélia Féler, Annick Ly
  - Stagiaires dessin et 3D : Alix Bonnefous, Louis Letourneur, Thomas François, Célia Campos, Estelle Charleroy
  - Recherche Textures Décors et Accessoires : Souheil Riahi, Claire Tscheiller, Pat Guilmard, Stéphane Baillod, Vincent Tonelli
  - Recherche Textures personnages : Sylvie Gargoulaud, Claire Tscheiller, Rachid Chikh
  - Modélisation personnages : Guillaume Kerfriden, Marc Roussel, Ken Lebras, Jose Martins, Gary Jeannot, Angela Smaldone, Thibaut Roy
  - Rigging : Romain Cabanier, Cyril Coste, Mathias Lachesnais, Gwendal Glon, Anton Brand
  - Modélisation Décors : David Cop, Mohammed Manganne, Joris Debaye, Kern Attila Germain, Pierre Galach, Arnaud Ceysson, François Rimasson
  - Superviseurs Modeling : Giuseppina Marrone, Guilhem Charron, Nicolas Papy, David Cop
  - Recherche Posing personnages : Yannick Giaume, Laurent Besson, Cécile Gay
- Animations / Montages
  - Superviseur Animation : Jean-Sébastien Vernerie
  - Superviseur de Rendu : Souheil Riahi
  - Directeurs Techniques : Pascal Bertrand, Olivier Rakoto, Arnaud Trouvé, Sophia Lena Saada
  - 1ers Assistants Réalisateur : Lydie Nguyen, Xavier De Broucker
  - 2ème Assistante Réalisateur : Marine Séraphin
  - Assistants Storyboarders : Emily Goldsmith, Benjamin Culot, Benjamin Dupouy, Gaultier Buiret
  - Assistants de Production : Steve Knafou, Céline Hermann
  - Monteurs Animatiques 2D : Etienne Jeantet, Patrick Phelpin, Laurent Blot, Fanny Bensussan, Samuel Denou, Maleck Mrouch
  - Monteur Stéréoscopie : Victor Lambert, Maleck Mrouch
  - Assistant Monteur : Victor Lambert
- Juridique / Administratif
  - Directeur Financier et Administratif : Elisabeth Guery
  - Direction Juridique : Virginie Wagner-David, Blandine Masseron
  - Directrice Marketing : Caroline Guillot
  - Directeur du Développement : Pierre Reyssat
  - Administration : Christine Schneider, Martin Offroy, Olivier Tremeau, Karine Da Costa, Céline Neymond, Emmanuel Jacomet, Véronique de Fontaines
  - Administration réseaux et système : Guillaume Hervé, Stéphane Nutini, Julien Bastidon, Fabien Charbonnier

## Distribution
| Personnages                   | Personnages                   | Doublage                                  | Saison     | Saison     | Saison |
| Personnages                   | Personnages                   | Doublage                                  | 1          | 2          | 3      |
| ----------------------------- | ----------------------------- | ----------------------------------------- | ---------- | ---------- | ------ |
| Robin des Bois                | Robin des Bois                | Benjamin Bollen                           | Principal  | Principal  |        |
| Marianne                      | Marianne                      | Adeline Chetail                           | Principale | Principale |        |
| Petit Jean                    | Petit Jean                    | Tony Marot                                | Principal  | Principal  |        |
| Tuck                          | Tuck                          | Thomas Sagols                             | Principal  | Principal  |        |
| Scarlett                      | Scarlett                      | Chantal Macé (saison 1) puis Clara Soares | Principale | Principale |        |
| Prince Jean                   | Prince Jean                   | Olivier Podesta                           | Principal  | Principal  |        |
| Shérif de Nottingham          | Shérif de Nottingham          | Bruno Magne                               | Principal  | Principal  |        |
| Ralf                          | Ralf                          | Benjamin Pascal                           | Récurrent  | Récurrent  |        |
| Rolf                          | Rolf                          | Benjamin Pascal                           | Récurrent  | Récurrent  |        |
| Dame Rohésia / Diva Rossignol | Dame Rohésia / Diva Rossignol |                                           | Récurrente | Récurrente |        |
| Les Brigands                  |                               |                                           |            |            |        |
| Doug                          | Nessym Guetat                 |                                           |            |            |        |
| La Poisse                     | Fabrice Trojani               |                                           |            |            |        |
| Roi Richard Cœur de Lion      | Roi Richard Cœur de Lion      | Tony Marot                                |            | Récurrent  |        |
| Derké                         | Derké                         | Frédéric Souterelle                       | Récurrent  | Récurrent  |        |
| Isabelle                      | Isabelle                      | Clara Soares                              |            |            |        |
| Mathilde                      | Mathilde                      | Laurence Sacquet                          | Récurrente | Récurrente |        |

## Épisodes
| Saison | Épisodes | France           | France           |
| Saison | Épisodes | Début            | Fin              |
| ------ | -------- | ---------------- | ---------------- |
| 1      | 52       | 23 mars 2015     |                  |
| 2      | 52       | 9 septembre 2018 | 2 novembre 2019  |
| 3      | 52       | 25 octobre 2021  | 19 novembre 2022 |
| 4      | 52       | 31 août 2024     | 24 mai 2025      |

| Numéro | Titre                               |
| ------ | ----------------------------------- |
| 1      | A la conquète de Sherwood           |
| 2      | Leçons royales                      |
| 3      | L'Hypnotiseur                       |
| 4      | Le charlatan                        |
| 5      | L'autre Robin                       |
| 6      | La course au trésor                 |
| 7      | Le marionnetiste                    |
| 8      | L'épée des rois                     |
| 9      | Bébé des bois                       |
| 10     | Le cheval de Lubin                  |
| 11     | Chasse à l'homme                    |
| 12     | Les quatre brigands                 |
| 13     | La flèche magique                   |
| 14     | La chance en bouteille              |
| 15     | Pluie de boulets                    |
| 16     | La statue du Prince                 |
| 17     | Tels et pris qui croyait prendre    |
| 18     | L'or invisible                      |
| 19     | L'envol princier                    |
| 20     | Unshérif pas comme les autres       |
| 21     | La réserve                          |
| 22     | La rançon                           |
| 23     | Piège au village                    |
| 24     | Le château hanté                    |
| 25     | Pigeon en recommandé                |
| 26     | Tuck des bois                       |
| 27     | La fête du prince                   |
| 28     | La lettre                           |
| 29     | Les 5 marionnettes                  |
| 30     | Doublement Mariane                  |
| 31     | Le loup-garou de Scerwood           |
| 32     | Le moulin du prince                 |
| 33     | L'eau du prince                     |
| 34     | A la poursuite de Flynn             |
| 35     | Un joli parcours                    |
| 36     | Travail d'équipe                    |
| 37     | Méli-mélo de musique                |
| 38     | Meilleurs ennemis                   |
| 39     | L'apprenti justicier                |
| 40     | Une fausse accusation               |
| 41     | Le grand jeu                        |
| 42     | Les bons, les brutes et le truand   |
| 43     | Jean le héros                       |
| 44     | La ballade de Robin                 |
| 45     | Jeux d'enfants                      |
| 46     | L'alchimiste                        |
| 47     | Le Jardin Secret                    |
| 48     | La sorcière                         |
| 49     | La blague de trop                   |
| 50     | Demoiselle en détresse              |
| 51     | Il était une fois Sherwood partie 1 |
| 52     | Il était une fois Sherwood partie 2 |

| Numéro | Titre                              |
| ------ | ---------------------------------- |
| 1      | Robin et le roi                    |
| 2      | Robin et le roi                    |
| 3      | A la recherche du migroire         |
| 4      | Une nouvelle Recrue                |
| 5      | Quand Isabelle s'en mêle           |
| 6      | Un anniversaire plein de surprises |
| 7      | Richard au bois dormant            |
| 8      | Mon doudou dragon                  |
| 9      | Le perroquet de la discorde        |
| 10     | Le pont de Robin                   |
| 11     | L'oeuf de dragon                   |
| 12     | Un roi de trop                     |
| 13     | Tuck le valereux                   |
| 14     | Le carroce fantôme                 |
| 15     | Ce brigand de Robin                |
| 16     | Un héros nommé Petit Jean          |
| 17     | Odeur de malheur                   |
| 18     | L'or des bêtes                     |
| 19     | La disparition de Marianne         |
| 20     | La forêt piégée                    |
| 21     | Shérif Robin                       |
| 22     | Sherwood en feu                    |
| 23     | Flynn chien fidèle                 |
| 24     | L'astrologue                       |
| 25     | L'homme au masque d'argile         |
| 26     | Jeu de flûte                       |
| 27     | Voleurs invisibles                 |
| 28     | Le chevalier coeur de pierre       |
| 29     | Gentilhomme Robin                  |
| 30     | Un cadeau royal                    |
| 31     | De bonne grâce                     |
| 32     | Scarlett et le diamant             |
| 33     | Un mauvais tour                    |
| 34     | Blaise le balèze                   |
| 35     | Robin sans fin                     |
| 36     | Le retour de la diva Rossignol     |
| 37     | Sherwood à la carte                |
| 38     | Petite Balade entre amis           |
| 39     | Le roi et la poule                 |
| 40     | La coupe ensorcelée                |
| 41     | Frères ennemis                     |
| 42     | Tumulte au tumulus                 |
| 43     | La pierre desx dragons             |
| 44     | Derké coffré                       |
| 45     | Les envahisseurs                   |
| 46     | Tout feu, tout flamme              |
| 47     | L'intendant                        |
| 48     | Marianne au pouvoir                |
| 49     | Quelle famille !                   |
| 50     | Drôles de damoiselles              |
| 51     | Le livre de Merlin                 |
| 52     | Le livre de Merlin                 |

| Numéro | Titre                         |
| ------ | ----------------------------- |
| 1      | La menace                     |
| 2      | La menace                     |
| 3      | Derké sous contrôle           |
| 4      | Le dragon sauvage             |
| 5      | Pricesse en danger            |
| 6      | Le Mentor                     |
| 7      | Les flèches de Robin          |
| 8      | La revanche de Liv            |
| 9      | Pain surprise                 |
| 10     | Le kidnappe                   |
| 11     | Sans bruit                    |
| 12     | Celui qui en savait trop      |
| 13     | Le trio diabolique            |
| 14     | Le bijou de la paix           |
| 15     | Une amitier au poil           |
| 16     | La loterie Royale             |
| 17     | Pour une poignée de myrtilles |
| 18     | Le remède                     |
| 19     | Le visiteur                   |
| 20     | Mi fugue, mi raison           |
| 21     | Une question d'honneur        |
| 22     | Quelle sacrée famille!        |
| 23     | Roi ou Reine                  |
| 24     | Tous les mêmes                |
| 25     | Sous le choc                  |
| 26     | Idylle à Sherwood             |
| 27     | La peau de l'ours             |
| 28     | La lampe mystérieuse          |
| 29     | Il y a toujours un truc       |
| 30     | Un sale caractère             |
| 31     | Le feu aux poudres            |
| 32     | La relève                     |
| 33     | Les yeux fermés               |
| 34     | Un dragon de compagnie        |
| 35     | Morgane                       |
| 36     | Le petit nouveau              |
| 37     | Le retour de Samson           |
| 38     | Le Fan                        |
| 39     | Gare au dragon bougon         |
| 40     | Rusé comme un renard          |
| 41     | L'écuyer coeur de pierre      |
| 42     | La course au perroquet        |
| 43     | Tels pères, telles filles     |
| 44     | Le cauchemar de Derké         |
| 45     | Les jeux des Seigneurs        |
| 46     | La bête de Sherwood           |
| 47     | L'Exil de Flynn               |
| 48     | La mélodie empoisonnée        |
| 49     | Une simple servante           |
| 50     | Le coffre de collecte         |
| 51     | L'ultime évolution            |
| 52     | L'ultime évolution            |

| Numéro | Titre                                 |
| ------ | ------------------------------------- |
| 1      | Le réveil de Katel                    |
| 2      | Le réveil de Katel                    |
| 3      | Le prince Petit Jean                  |
| 4      | La dame du lac                        |
| 5      | Jean le bon                           |
| 6      | La chanson de Prince Jean             |
| 7      | Ragnar et Rognar                      |
| 8      | La voix d'Odin                        |
| 9      | La fièvre de l'or                     |
| 10     | L'autre dragon                        |
| 11     | Le chasseur de dragon                 |
| 12     | Hamster et dragon                     |
| 13     | Le voleur volant                      |
| 14     | Tous pour une !                       |
| 15     | Alerte au repaire                     |
| 16     | Le trésor de Fitzwalter               |
| 17     | Géri sans peur                        |
| 18     | Jean le boulet                        |
| 19     | L'intrigante                          |
| 20     | Le totem                              |
| 21     | Merlin l'imposteur                    |
| 22     | Le nouveau chaman                     |
| 23     | L'ours-garou                          |
| 24     | Les appâts                            |
| 25     | A Thor et à travers                   |
| 26     | La pie                                |
| 27     | Le goûteur                            |
| 28     | La rebelle et la bête                 |
| 29     | Druidesse contre chaman               |
| 30     | Le prince charmant                    |
| 31     | Retour de bâton                       |
| 32     | Une idée de génie                     |
| 33     | La grotte aux émeraudes               |
| 34     | La vengeance de Morgane               |
| 35     | Le mensonge d'Herfrid                 |
| 36     | La grande illusion                    |
| 37     | La dette de Stig                      |
| 38     | La rébellion d'Harald                 |
| 39     | Le pigeon de mauvais augure           |
| 40     | Premiers soins                        |
| 41     | Richard le couard                     |
| 42     | Le faiseur de dragons                 |
| 43     | Le faiseur de dragons                 |
| 44     | Le temps des sortilèges               |
| 45     | Le temps des sortilèges               |
| 46     | Rallumer le feu                       |
| 47     | Ce n'est pas l'arme qui fait le héros |
| 48     | Avalanche                             |
| 49     | Le retour du roi                      |
| 50     | Fini de rire !                        |
| 51     | La fissure                            |
| 52     | Marianne contre attaque               |

Les épisodes 44 et 45 (Le temps des sortilèges) ne sont pas encore diffusés car ils étaient programmés pour le 26 avril 2025 mais il y a eu les funérailles du pape François ce jour là alors non diffusé et en attente de diffusion.

## <Diffusion internationale
| Pays           | Chaîne                      | Date de diffusion             | Date de diffusion  | Date de diffusion | Jour de diffusion | Jour de diffusion | Jour de diffusion                           | Tiitre                                     | Horaire        |
| Pays           | Chaîne                      | Saison 1                      | Saison 2           | Saison 3          | Saison 1          | Saison 2          | Saison 3                                    | Tiitre                                     | Horaire        |
| -------------- | --------------------------- | ----------------------------- | ------------------ | ----------------- | ----------------- | ----------------- | ------------------------------------------- | ------------------------------------------ | -------------- |
| France         | Tfou                        |                               | 9 septembre 2018 - | —                 |                   | Tous les jours    | —                                           | Robin des Bois: Malice à Sherwood          | entre 7h et 9h |
| France         | Disney Channel (France)     |                               |                    | —                 |                   |                   | —                                           | Robin des Bois: Malice à Sherwood          |                |
|                |                             | 6 juin 2016 - 27 juillet 2016 | —                  | —                 | Tous les jours    | —                 | —                                           | Robin Hood: Mischief in Sherwood           |                |
| Irlande (pays) | Power Kids TV               |                               |                    | —                 |                   | Lundi             | —                                           | Robin Hood: Mischief in Sherwood           |                |
| Dubaï (émirat) | ejunior kids tv             |                               |                    | —                 | Dimanche          |                   | —                                           | Robin Hood: Mischief in Sherwood           | 16:30          |
| Grèce          |                             |                               |                    | —                 |                   |                   | —                                           | Ρομπέν των Δασών: Περιπέτειες στο Σέργουντ |                |
| Italie         | DeA Kids                    |                               |                    | —                 |                   |                   | —                                           | Robin Hood alla conquista di Sherwood      |                |
| Allemagne      | ZDF, KiKA, Boomerang        |                               |                    | —                 |                   |                   | —                                           | Robin Hood - Schlitzohr von Sherwood       |                |
| Espagne        | Clan (chaîne de télévision) |                               |                    | —                 |                   |                   | —                                           | Robin Hood, travesuras en Sherwood         |                |
| Espagne        | Canal Panda                 |                               |                    |                   |                   |                   |                                             | Robin Hood, travesuras en Sherwood         |                |
| Portugal       |                             |                               |                    |                   |                   |                   | Robin dos Bosques - Travessuras em Sherwood |                                            |                |

## Personnages

### Robin des Bois
Fils du Baron de Locksley, il arrive au village afin de fuir la guerre qui s'y trouve au sud (Troisième croisade), il est le cousin de Scarlett, il vit dans la forêt de Sherwood avec sa bande/meilleurs amis Tuck et Petit Jean, ensemble et avec l'aide de Scarlett et de Marianne, ils déjouent les plans du prince Jean qui vole l'or aux villageois et redonne l'or aux villageois tout en mettant en colère le prince Jean, son père est un très bon ami du roi Richard, et le sera lui aussi à son tour. Il est amoureux de Marianne même si personne n'est au courant.

### Petit Jean
Il fait partie de la bande de Robin avec Tuck qui sont aussi ses meilleurs amis, avant l'arrivée de Robin, il formait un duo avec Tuck afin d'aider les villageois, il est le plus fort de la bande avec sa massue, il parle aussi avec les animaux notamment avec Bec son oiseau de compagnie. Dans un épisode, on peut voir qu'il est amoureux de Scarlett, mais dans un autre qu'il aime bien la fromagère Alissandre. 

### Tuck
Il fait partie de la bande de Robin avec Petit Jean qui sont aussi ses meilleurs amis, avant l'arrivée de Robin, il formait un duo avec Petit Jean afin d'aider les villageois, il est doué pour le bricolage et c'est aussi lui qui fabrique les flèches pour Robin. Il est très gourmand et a toujours un sandwich dans son sac, c'est souvent son point faible lors de ses aventures.

### Marianne
Elle est la cousine du Prince Jean, elle vit au château, elle est magicienne (seuls Robin, Petit Jean, Tuck et Scarlett sont au courant) et aide souvent Robin et sa bande même si ses tours de magie sont souvent mal effectués, ou créent d'autres petits soucis. Elle est amoureuse de Robin et est souvent jalouse lorsqu'une fille s'approche trop de lui.

### Scarlett
C'est la cousine de Robin, elle est la servante de Marianne mais aussi sa meilleure amie, sa mère est la cuisinière du palais. Dans un épisode, on peut voir qu'elle aime bien Petit Jean.

### Prince Jean
Il est le petit frère de roi Richard, il règne sur le village et le comté le temps que son frère est à la guerre, il n'hésite pas le temps de faire passer des nouveaux impôts aux villageois afin d'avoir de plus en plus d'or pour lui, il déteste Robin qui lui fait perdre tout l'or, il est souvent égoïste et fait passer l'or avant tout même devant sa cousine Marianne sauf quand il s'agit de capturer Robin où là il est prêt à donner une fortune à qui l'attrapera. Il profite de la naïveté du shérif ainsi que de ses 2 fils Ralf et Rolf pour attraper Robin coûte que coûte.

### Shérif de Nottingham
Il est au service du Prince Jean quand le Roi Richard n'est pas là. Il est dévoué au prince et le rejoint souvent dans ses projets douteux. Il est souvent attaquer par Robin pour reprendre la collecte des impôts volée au villageois. Il est le père de Ralph et Rolph mais aussi de la petite Isabelle.

### Ralf
C'est l'un des fils du shérif, il a un jumeau Rolf, ils sont tout le temps ensemble et se battent souvent pour savoir qui prendra la place de leur père, il aide parfois le prince Jean à capturer Robin des Bois et sa bande, sans succès d'ailleurs, il a une petite sœur, Isabelle, et aussi un chien, Flynn.

### Rolf
C'est l'un des fils du shérif, il a un jumeau Ralf, ils sont tout le temps ensemble et se battent souvent pour savoir qui prendra la place de leur père, il aide parfois le prince Jean à capturer Robin des Bois et sa bande, sans succès d'ailleurs, il a une petite sœur, Isabelle, et aussi un chien, Flynn.

### Roi Richard
C'est le frère du prince Jean, dans la première saison, il est en guerre (la Troisième croisade), il est un grand ami du père de Robin (le baron de Locksley), il est le contraire de son frère, aide les villageois, quand un ennemi vole tout l'or, il donne en premier aux villageois, et délivre les prisonniers que son petit frère a mis en prison pour son bon plaisir.

### Dame Rohésia
C'est l'enseignante de Marianne et du Prince Jean (même de Robin dans un épisode) au château, elle leur apprend à bien se tenir en raison de leur niveau dans la société, on apprend qu'avant d'enseigner au château, elle était justicière tout comme Robin et s'appelait Diva Rossignol car elle a une tâche de naissance qui ressemble à un rossignol sur sa jambe.

### Derké
C'était un dragon qui vivait au nord de la forêt de Sherwood (où se trouve le repaire de la bande à Robin), il protégeait un trésor et attendait l'élu pour lui donner, le trésor c'est le grimoire de Marianne, Marianne ne croyant pas à la magie lança un sort au hasard et il se transforma en hamster. Grâce à sa petite taille, il peut aider Robin et sa bande dans certains plans.

## Anecdote
En vérité, selon la légende de Robin des bois, Scarlett est un homme, plus connu sous le nom de Will Scarlet, il est aussi un membre essentiel de la bande de Robin des Bois (lui est plus doué pour l'épée tandis que Robin l'est pour l'arc et petit Jean pour le bâton).

## Production

### Musique
Le générique est chanté par Collin de Bruyne